# 무가 (몽골)
무가(Möge Khatun, 1215년 혹은 1219년? - 1261년), 또는 무게, 뫼게는 몽골 제국과 원나라의 황족으로, 칭기즈 칸의 넷째 아들 툴루이 칸의 여덟번째 서자 혹은 아홉번째 서자, 혹은 두번째 서자이다. 몽케, 쿠투투, 쿠빌라이 칸, 훌라구, 아리크부카 등은 그의 이복 형제간이다. 무가의 생모 살루크는 쿠빌라이 칸의 유모로, 쿠빌라이의 유형제였다.
원사 등의 사서에는 미가(末哥) 또는 막가, 목가(木哥, 莫哥, 穆哥), 마가(摩哥) 등으로 기록되었으며 페르시아계 사서 집사(集史)등의 페르시아어 표기는 무게(موگه Mūge)이다. 쿠빌라이 칸은 그의 아들 창동을 영녕왕에 봉해, 그의 집안은 원나라의 영녕왕(永寧王)가를 형성했다.

## 생애

### 초기 활동
칭기즈 칸의 넷째 아들 툴루이 칸의 첩의 소생으로, 어머니는 나이만족 출신 살루크 나이만씨(撒鲁黑乃蛮氏)이다. 툴루이의 11명의 아들 중 여덟번째 서자였다. 다른 설에는 아홉번째 서자라고도 한다. 원사연의 19권에 의하면 두번째 서자라 한다. 몽케, 쿠투투, 쿠빌라이 칸, 훌라구, 아리크부카 등은 그의 이복 형제들이었다. 일설에는 무가는 1215년생이라는 설이 있다.
페르시아계 사서 집사에 의하면 무가의 생모는 쿠빌라이 칸의 유모이자 보모라서 이복 형 쿠빌라이 칸과는 유형제라 한다. 무가는 일찍이 쿠빌라이 칸의 측근이 되었고, 제국의 혼란기에는 쿠빌라이의 편에 서서 활동하였다.

### 군사 활동
1236년 명을 받아 음평군(阴平郡)으로 출병, 오고타이 칸의 아들 코단과 병력을 나누어 남송의 쓰촨 성을 공략하고 되돌아왔다.
1248년 구유크 칸이 사망한 후, 새로운 칸을 결정하는 쿠릴타이를 개최할 때, 무가는 킵차크 한국의 바투와 협력하여 이복 형 몽케 칸을 지지했다. 오굴 카미시 카툰이 사절을 보내 오고타이 가문이 대칸위를 계승해야 한다고 주장하자, 이를 반박하였다. 원사연의 19권에는 무가가 오고타이 칸이 시레문을 후계자로 지명했는데, 퇴레게네 카툰이 일부 대신들과 귀위크 칸을 옹립했다며, 처음부터 오고타이 칸의 유지를 어긴 자들이 누구냐고 반박했다. 바투는 무가의 시비가 옳다며 응수하였다. 몽케가 대칸이 된 뒤 1257년 몽케 칸은 무가에게 허난 성의 영지와 5512호의 민가를 식읍으로 하사하였다.

### 남송 원정대 출전 전후
1258년 몽케 칸이 남송 원정에 출정할 때 동행, 몽케가 이끄는 중군에 속했다. 몽케 칸을 따라 배편으로 이동한 뒤 중군의 1개 부대를 이끌고 양주(洋州)를 공략하고, 이어 양주와 쓰촨 성 일대의 쌀과 곡식을 저장해둔 미창관(米倉関)을 차지했다. 몽케 칸은 수가(速哥)와 이정(李庭) 등을 무가의 휘하에 딸려보냈다.
1259년 몽케 칸이 쓰촨 성 합주의 조어산에서 투석기 부상과 이질 등으로 사망하자, 무가는 비밀리에 재빨리 쿠빌라이 칸에게 사자를 보내 몽케 칸의 사망 소식을 전달했다. 쿠빌라이 칸은 당시 악주에서 고전 중이었고, 무가는 쿠빌라이 칸에게 즉시 북쪽 몽골고원으로 돌아가라고 조언하였다. 무가가 보낸 사자의 서신을 접한 쿠빌라이 칸은 남송과 강화조약을 체결한 뒤 군사를 이끌고 위주(衛州)로 물러났다가 조량필을 경조부로 보냈고, 조량필은 다시 사람을 보내 몽골 막북 고원의 동태를 파악했다. 쿠빌라이 칸과 아리크부카 사이에서 대칸의 지위를 둘러 싸고 내전이 예상되자, 무가는 쿠빌라이의 편에 서서 우익 군단을 모으는 역할을 했다.
쿠빌라이와 아리크부카가 교전할 때 무가는 육반산으로 솔병하여 이동, 쿠빌라이를 지원했다. 칸위 계승 전쟁에서 쿠빌라이의 편에 서서 활동하며 계속 사람을 모았다. 1260년 12월 쿠빌라이 칸은 자신을 도운 공로로 무가에게 은 2500냥, 비단 3백 필을 주었다. 무가는 수개월 뒤에 사망했는데 정확한 원인은 알 수 없다.

### 사후
쿠빌라이 칸이 그에게 내린 황제지보(皇弟之寶)는 아들 창동이 대신 수여받았다. 1261년 무게의 아들 창동에게 쿠빌라이 칸은 영녕왕(永寧王)에 봉했다. 이후 그의 가계는 영녕왕가로 알려지게 되었다.

## 가계
원사, 신원사에는 무가의 아들 친톤 1명이 기록되었으나, 페르시아계 사서 집사에는 친톤 외에도 무가의 아들로 에부겐, 다슈 테무르, 보라도 등 4명의 아들이 더 있었다고 한다.
- 아버지 : 툴루이 칸
- 어머니 : 살루크 나이만씨(撒鲁黑乃蛮氏)
- 아들 : 친톤 혹은 진톤(昌童 또는 真童, 페르시아계 사서 집사에는 칭툼(چینگتوم, Chīngtūm)으로 나타난다.)
  - 손자 : 바이무르(伯帖木兒)
    - 증손 : 바얀무르(伯顔木兒)

  - 손자 : 카잔, 친톤의 차남으로 집사에 이름이 나타난다.
  - 손자 : 키탄,, 친톤의 삼남으로 집사에 이름이 나타난다.
- 아들 : 에부겐, 원사에는 나타나지 않지만, 집사에 나타난다.
- 아들 : 다슈 테무르, 원사에는 타시테무르(塔失鉄木兒)로 나타난다.
- 아들 : 보라도, 집사에 나타나며 이름은 불라드(بولاد, Būlād)로 나타난다.